# Kalaly-gyr
Koordinaten: 41° 48′ 3″ N, 59° 32′ 10″ O

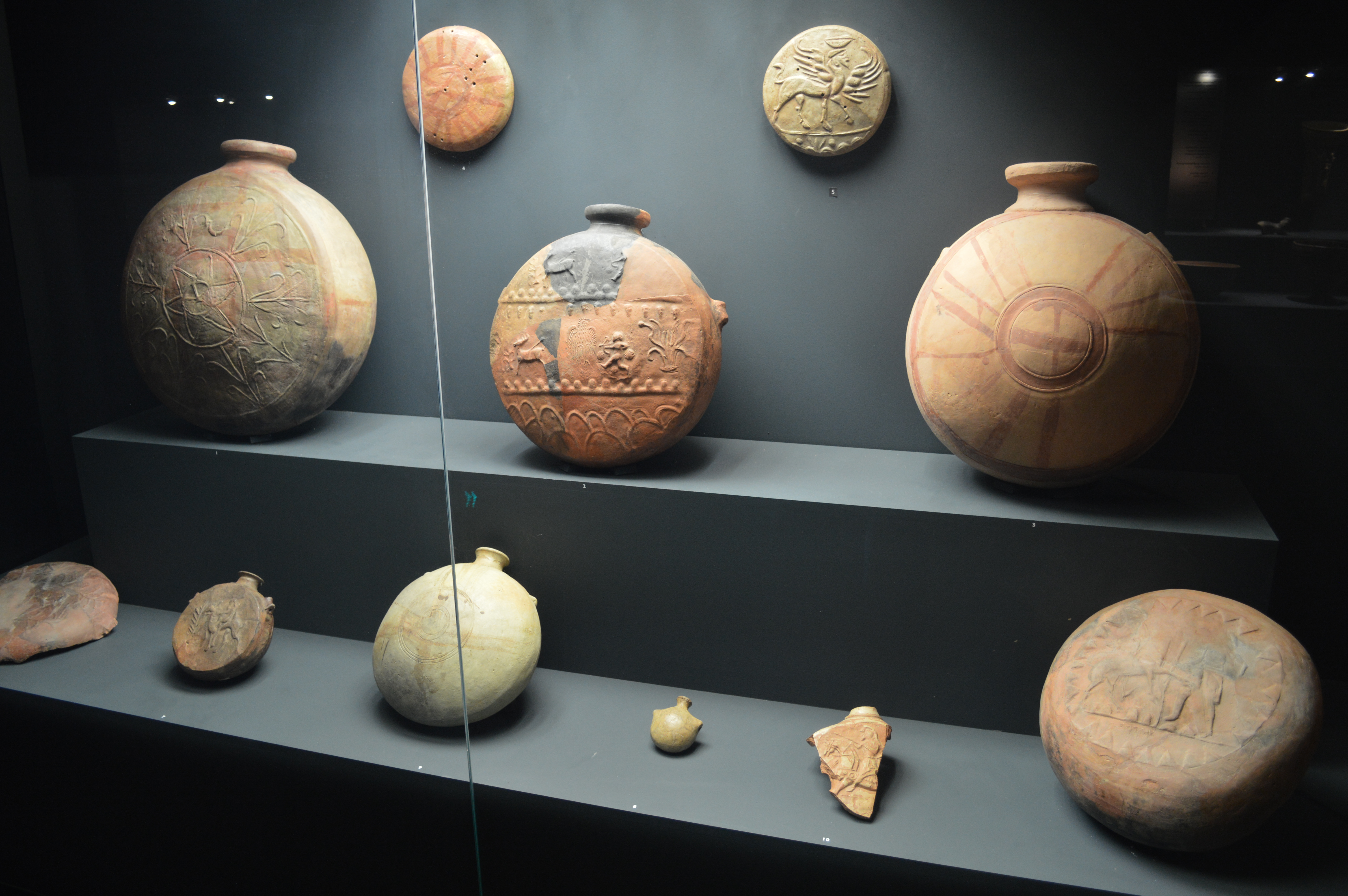
Feldflaschen aus Ton. Kalaly-gyr 2.

Kalaly-gyr (auch Kalalygyr oder Kalaligir) ist eine archäologische Ausgrabungsstätte in Choresmien im heutigen Turkmenistan. Sie liegt etwa 70 Kilometer westlich vom Amudarja entfernt am Rande der landwirtschaftlich genutzten Zone.
Hier konnten bei Ausgrabungen in den Jahren 1953 bis 1958 die Reste einer Stadt und die eines großen Palastbaues untersucht werden. Die Stadt war von einer rechteckigen, regelmäßig angelegten Stadtmauer umgeben, die ein Gebiet von etwa 1000 × 650 m umfasste. Der Palast umfasste ca. 10.500 m² und war dabei 75 × 89 m groß.  Die Ausgrabungen konzentrierten sich vor allem auf den Palastbau im Nordwesten des Stadtgebietes. Hauptbaumaterial des Palastes war gestampfter Lehm. Es gab verschiedene Höfe, wobei die meisten Räume des Komplexes um zwei Innenhöfe angeordnet waren. Es gab mehrere Säulenhallen. Die Säulen ruhten auf steinerne Basen und hatten zumindest teilweise Kapitelle mit Protomen in der Form von Adlergreifen.
Die ältere Forschung vermutete, dass es sich hier um den Palast eines persischen Statthalters handelte. Daneben wurde die Interpretation als Kultbau vorgeschlagen. Nach den älteren Untersuchungen datiert der Bau von der Wende vom fünften zum vierten vorchristlichen Jahrhundert. Neuere Untersuchungen datieren ihn jedoch eher an des Ende des vierten Jahrhunderts v. Chr., womit es sich um keinen persischen Satrapenpalast handeln kann. Der Palast wurde nie fertiggestellt.